# Prozor-Rama
Prozor-Rama è un comune della Federazione di Bosnia ed Erzegovina situato nel Cantone dell'Erzegovina-Narenta con 16.297 abitanti al censimento 2013.

## Località
La municipalità di Prozor è composta dalle seguenti 56 località:
- Blace
- Borovnica
- Dobroša
- Donja Vast
- Donji Krančići
- Donji Višnjani
- Družinovići
- Duge
- Gmići
- Gorica
- Gornji Krančići
- Gornji Višnjani
- Gračac
- Gračanica
- Grevići
- Heljdovi
- Here
- Hudutsko
- Ivanci
- Jaklići
- Klek
- Kovačevo Polje
- Kozo
- Kućani
- Kute
- Lapsunj
- Lizoperci
- Lug
- Ljubunci
- Maglice
- Meopotočje
- Mluša
- Ometala
- Orašac
- Pajići
- Paljike
- Parcani
- Paroš
- Ploča
- Podbor
- Proslap
- Prozor (Prozor-Rama)
- Ravnica
- Ripci
- Rumboci
- Skrobućani
- Šćipe
- Šćit
- Šerovina
- Šlimac
- Tošćanica
- Trišćani
- Ustirama
- Uzdol
- Varvara
- Zahum

## Eccidio di Prozor
Tra il 16 -17 febbraio 1943, alcuni battaglioni delle brigate Jugoslave, in fuga dalle truppe tedesche a nord del paese, fuggirono a sud e puntarono a prendere la cittadina di Prozor, difesa dai fanti del III Battaglione del 259º Reggimento fanteria "Murge". 
Dopo feroci combattimenti nella zona cittadina, i soldati italiani chiesero la resa perché esaurite le munizioni e le risorse per continuare gli scontri, vennero presi prigionieri dai partigiani Jugoslavi e successivamente i 771 fanti italiani rimasti vennero fucilati.